# Gerazym I (patriarcha Aleksandrii)
Gerazym I – prawosławny patriarcha Aleksandrii w latach 1620–1636. Był dobrze wykształcony.